# Ice LaFox

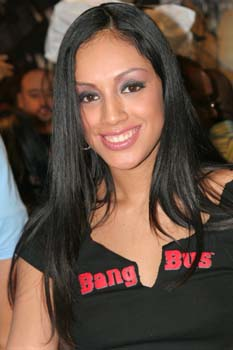
Ice LaFox

Ice LaFox (* 28. Februar 1983 in Miami, Florida, als Vanessa Ordonez ) ist eine US-amerikanische Pornodarstellerin.

## Leben
LaFox wurde in Miami geboren (ihrer eigenen Website nach in Los Angeles) und wuchs in Los Angeles auf. Sie bezeichnet sich selbst als „second generation Adult Film Star“, da bereits ihre Mutter (* 1963) unter dem Künstlernamen ‚Angela D’Angelo‘ ab 1990 Pornofilme als Darstellerin und ab 1998 als Regisseurin gedreht hatte.
LaFox begann ihre Karriere mit 18 im Jahr 2001 unter dem Namen ‚Ice D’Angelo‘, nannte sich aber später ‚Ice LaFox‘. 2004 wurde sie vom CAVR (Cyberspace Adult Video Review) als Most Valuable Pornstar of the Year nominiert.
Sie ist auch mit Szenen auf den Websites von Bangbros, Brazzers und Reality Kings zu sehen. In der Komödie Soul Plane (2004) spielt sie (unter ihrem richtigen Namen) eine Nebenrolle als Stripperin und in Snoop Dogg’s Hustlaz: Diary of a Pimp eine der Hauptrollen. Der Videofilm von und mit Snoop Dogg verbindet Hip-Hop mit Pornographie und war in den Billboard-Charts gelistet. Sie trat auch in Musikvideos von Snoop Dogg, Lil Jon, Mystikal und Mack 10 auf.

## Auszeichnungen
- 2007: AVN Award – Best Oral Scene (Film) in Fuck (zusammen mit Eric Masterson, Tommy Gunn, Marcos London and Mario Rossi)

## Filmografie (Auswahl)
- Barefoot Confidential 36
- Fuck
- Pussyman’s Decadent Divas 24
- Curse Eternal
- Snoop Dogg’s Hustlaz: Diary of a Pimp
- Hot Ass Latinas
- Black Reign 3
- Playing with Ice LaFox
- Oil and Ass Vol. 2 (2009)
- Feeding Frenzy 6 (2004)
- No Man's Land Latin Edition 4 (2004)
- Young Black & Gifted Vol. 6 (2013)